# Cantó de Sant Paulian
El cantó de Sant Paulian és un cantó francès del departament de l'Alt Loira, situat al districte de Lo Puèi de Velai. Té 7 municipis i el cap és Sant Paulian.

## Municipis
- Blanzac
- Borne
- Lavoûte-sur-Loire
- Lissac
- Saint-Geneys-près-Saint-Paulien
- Sant Paulian
- Saint-Vincent

## Història
| Data d'elecció                           | Identitat       | Partit          | Qualitat |
| ---------------------------------------- | --------------- | --------------- | -------- |
| 1949-1967                                | Jean Deshors    | CNIP            |          |
| 1967-197.                                | Joseph Berthold | UDR             |          |
| 197.-                                    | Jean Boyer      | UDF, després NC |          |
| les dades anteriors no són pas conegudes |                 |                 |          |
|                                          |                 |                 |          |